# Severinus Desiré Emanuels

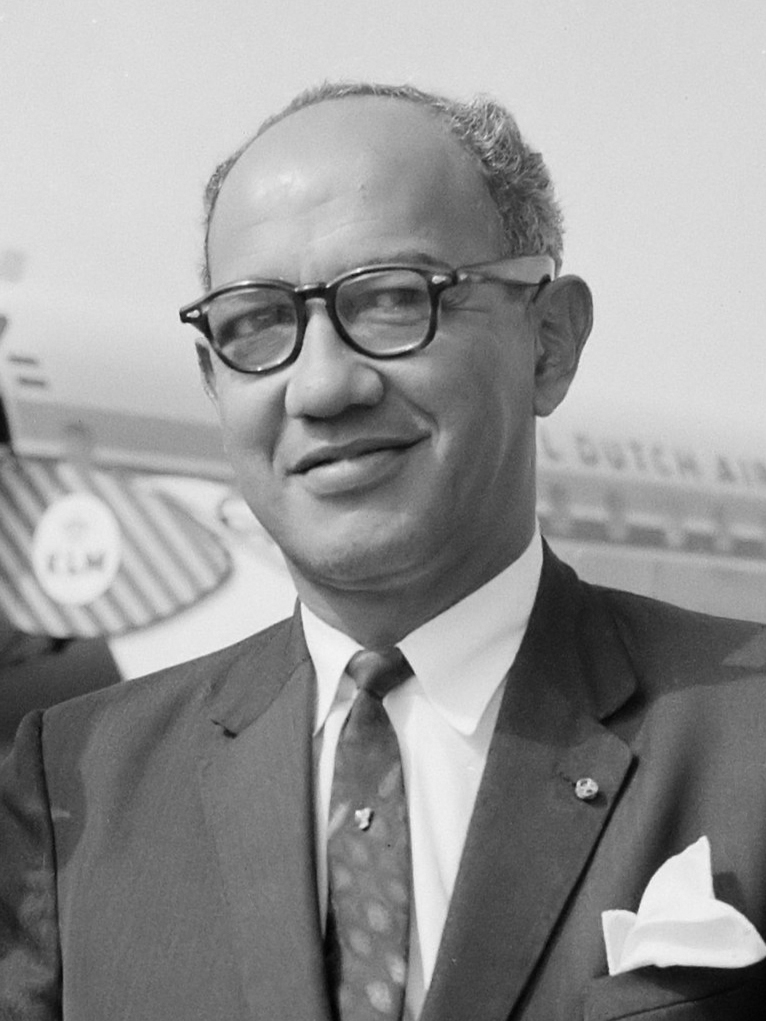
Desiré em 1962.

Severinus Desiré "Freek" Emanuels (27 de fevereiro de 1910 – 27 de agosto de 1981) foi um político surinamês e primeiro-ministro do Suriname de 25 de junho de 1958 a 30 de junho de 1963.

## Biografia
Emanuels nasceu em Roterdão e estudou direito na Universidade de Utrecht. De 1934 a 1950, trabalhou como juiz nas Índias Orientais Holandesas e, posteriormente, na Indonésia. Em 1948, foi assessor da Conferência Federal de Bandungue. Ele foi primeiro-ministro do Suriname de 1958 a 1963.